# Paolo Sinigaglia
Paolo Sinigaglia (...) è un ex nuotatore italiano.

## Carriera
Stileliberista attivo alla metà degli anni settanta, è stato convocato in nazionale ai Campionati mondiali di nuoto del 1975 come riserva e agli europei del 1977 di Jönköping dove con la staffetta 4×100 m stile libero ha vinto la medaglia d'argento con Roberto Pangaro, Paolo Revelli e Marcello Guarducci migliorando il primato italiano sia in batteria (3'30"41) che in finale (3'28"58). Nel 1978 ha gareggiato con la staffetta 4×100 m anche ai mondiali di Berlino ovest arrivando alla finale in cui Marcello Guarducci, Raffaele Franceschi, Sinigaglia e Paolo Revelli sono arrivati quinti.

## Palmarès
| Campionati del mondo              | 4×100 m st. libero               |
| 1978 Berlino ovest Germania Ovest | 5º - 3'28"90 frazione: 52"78     |
| Campionati europei                | 4×100 m st. libero               |
| 1977 Jönköping Svezia             | Argento: 3'28"58 frazione: 53"06 |

### Campionati italiani
questi i suoi risultati nei campionati:
| Anno | Edizione    | st.libero 100 m | st.libero 400 m |
| ---- | ----------- | --------------- | --------------- |
| 1975 | Primaverili | 3               | 3               |
| 1976 | Primaverili | 3               | -               |